# كارمن رينك
كارمن رينك (مواليد 7 ديسمبر 1953) هو ملاكم كندي، مثّل بلاده في الألعاب الأولمبية الصيفية 1976.

## روابط خارجية
كارمن رينك على موقع أوليمبيديا (الإنجليزية)
- كارمن رينك على موقع اللجنة الأولمبية الكندية (الإنجليزية)